# Tully (New York, város)
Tully város az USA New York államában, Onondaga megyében. Lakosainak száma 2676 fő (2020. április 1.).

## Népesség
A település népességének változása:

| 2010 | 2 738 |
| 2020 | 2 676 |